# 고기 습곡 산지
고기 습곡 산지(古期褶曲山地)는 고생대에 형성되어 장기간에 걸친 침식을 받아서 해발 고도가 낮고 경사가 완만하며 지각이 안정된 습곡 산지이다. 고기 습곡 산맥은 연속성이 약하고 일부를 제외하면 해발고도도 높지 않다. 석탄과 철광석이 많이 매장되어있다. 특히 석탄 매장량이 많은 편이다. 애팔래치아산맥, 우랄산맥, 그레이트디바이딩산맥, 스칸디나비아산맥, 페나인산맥, 드라켄즈버그산맥 등이 있다.